# Meng Guanliang
Meng Guanliang (孟关良S, Mèng GuānliángP; Zhejiang, 24 gennaio 1977) è un canoista cinese.
Ha vinto la medaglia d'oro ad Atene 2004 e a Pechino 2008 nella gara del C2 500 m, in entrambe le occasioni in coppia con Yang Wenjun.

## Palmarès
- Olimpiadi
  - Atene 2004: oro nel C2 500 m.
  - Pechino 2008: oro nel C2 500 m.